# Alexandre Moreno Lopera
Alexandre “Àlex” Moreno Lopera, nascut a Sant Sadurní d'Anoia el 8 de juny de 1993, és un futbolista professional català que juga com a lateral esquerre al Nottingham Forest FC, cedit per l'Aston Villa.
Ha passat la major part de la seva carrera amb el Rayo Vallecano i el Reial Betis, aconseguint jugar-hi un total de 146 partits i sis gols en sis temporades a La Lliga i guanyant la Copa del Rei de futbol 2021-2022 amb aquest darrer club. El gener de 2023, va signar amb l'Aston Villa.
Moreno ha representat la Selecció de Catalunya, debutant-hi el maig de 2022.

## Trajectòria esportiva
Va començar a jugar a futbol a la Unió Esportiva Sant Sadurní, després va passar a la Fundació Atlètic Vilafranca a la temporada 2010-2011 i més tard el va fitxar el juvenil A del FC Barcelona. La temporada 2012-2013 va jugar a la UE Llagostera a Segona Divisió B on va disputar 27 partits oficials i va marcar tres gols, després, a la temporada 2013-2014 va ser fitxat pel RCD Mallorca on va jugar una temporada a Segona Divisió Espanyola, va jugar 31 partits oficials i on va marcar dos gols i un altre amb el segon equip. El juliol va anunciar el seu fitxatge per l'equip madrileny de primera amb el qual ha firmat un contracte per quatre anys i on es va estrenar com a golejador al primer amistós que va disputar.

### Aston Villa
L'11 de gener de 2023, Moreno va fitxar pel club de la Premier League Aston Villa FC per una quota no revelada, signant un contracte de tres anys i mig; i se li va assignar el dorsal 15. Va fer el seu debut a la lliga dos dies més tard, substituint el lesionat Lucas Digne a principis d'una eventual victòria a casa per 2-1 contra el Leeds United FC.
El 20 de maig de 2023, Moreno va patir una lesió als isquiotibials durant l'empat 1-1 contra el Liverpool FC. Després de la intervenció quirúrgica, es va estimar que estaria de baixa entre tres i quatre mesos. Va tornar el 30 de novembre, tancant la victòria per 2-1 a casa contra el Legia Varsòvia a la fase de grups de la Lliga Europa Conferència de la UEFA 2023-24 amb el seu primer gol pels Villans. Va marcar el seu primer gol a la lliga el 17 de desembre, igualant una eventual derrota per 2-1 fora de casa contra el Brentford FC.
El 21 d'agost de 2024, Moreno va ser cedit al Nottingham Forest FC per a la temporada 2024-25 de la Premier League.

## Internacional
Internacional amb la selecció catalana, el maig de 2022 Gerard López el va convocar per disputar el partit Catalunya – Jamaica a Montilivi, una victòria per 6-0.
El 28 de maig de 2025 va disputar amb la selecció catalana el partit contra Costa Rica, en una victòria per 2 a 0 a l'Estadi Johan Cruyff.